# Maladie de Kashin-Beck
Pour les articles homonymes, voir MKB et KBD.
 Mise en garde médicale
La maladie de Kashin-Beck ou MKB (en anglais, Kashin-Beck disease ou KBD) également appelée la maladie des gros os est une maladie ostéoarticulaire permanente et invalidante touchant le  cartilage de croissance et articulaire des os longs. Il s'agit d'une ostéochondrodysplasie liée à un problème nutritionnel majeur, à savoir une alimentation peu variée comportant peu de légumes et une absence de fruits,. Les manifestations cliniques apparaissent dès l'âge de 5 ans. Le nombre d’articulations affectées augmente pendant l'enfance et jusqu'à l'âge de 25 ans. Les individus affectés présentent une destruction des articulations, provoquant des douleurs récurrentes, principalement bilatérales, avec une perte de mobilité et des déformations articulaires importantes. Les articulations les plus fréquemment touchées sont les chevilles, les genoux, les poignets et les coudes. Les cas les plus sévères sont caractérisés par un arrêt de la croissance associé à des déformations articulaires. Aussi bien pour les adultes que pour les enfants, l'incapacité physique résultante cause un handicap humain et socio-économique important dans les villages affectés.

## Distribution de la maladie de Kashin-Beck
L'occurrence de la maladie de Kashin-Beck est limitée à 13 provinces et à 2 régions autonomes de la Chine. Elle est également observée en Sibérie et en Corée du Nord, mais on rapporte que l'incidence dans ces régions diminue avec le développement socio-économique. On estime que la MKB affecte environ 2 à 3 millions de patients à travers la Chine et que 30 millions de personnes vivent dans des régions endémiques. Il a été rapporté que l'espérance de vie dans des régions touchées par la MKB est sensiblement diminuée, peut-être aussi en corrélation avec la carence en sélénium et la maladie de Keshan (une cardiomyopathie juvénile endémique). 
La prévalence de la MKB au Tibet varie sensiblement d’une vallée à l’autre et d’un village à l’autre. 
La prévalence des symptômes cliniques de la MKB atteint 100 % des enfants âgés entre 5 et 15 ans dans un village au moins. Des taux de prévalence supérieurs à 50 % ne sont pas rares. Une enquête clinique de prévalence effectuée dans la préfecture de Lhassa montre que 11,4 % d’une population étudiée de 50 000 habitants sont cliniquement affectés par la maladie. Comme dans les autres régions de la Chine, les agriculteurs sont le groupe le plus touché.

## Étiologie et facteurs de risque
L'étiologie de la MKB demeure controversée. Les études sur la pathogenèse et les facteurs de risque de la MKB ont suggéré la carence en sélénium, la présence de matières inorganiques (manganèse, phosphate…) et organiques (acides humiques et acides fulviques) dans l’eau potable, une contamination fongique des stocks de céréales (Alternaria sp., Fusarium sp.), produisant des mycotoxines trichothécène (T2) dont le Déoxynivalénol. 
De nos jours, la plupart des auteurs s’accordent pour dire que l'étiologie de la MKB est multifactorielle ;  la carence en sélénium serait le facteur primordial qui prédisposerait les cellules-cibles (chondrocytes) au stress oxydatif généré par des transporteurs de radicaux libres comme des mycotoxines dans les stocks de graines et des acides fulviques dans l’eau de boisson. 
Au Tibet, les études épidémiologiques réalisées en 1995-1996 par Médecins sans frontières  ont montré que la MKB est associée à une carence en iode et à la contamination fongique des grains d'orge par Alternaria sp., Trichotecium sp., Cladosporium sp. et Drechslera sp.. Des indications existent aussi sur le rôle de matières organiques dans l'eau de boisson. 
Une carence sévère en sélénium a également été mise en évidence, mais le taux en sélénium n’a pu être corrélée avec la maladie, suggérant que la carence en sélénium, seule, ne peut pas expliquer l'occurrence de la MKB dans les villages étudiés.

## Traitement
Jusqu’à présent, le traitement de la MKB reste palliatif. Des opérations chirurgicales de correction ont été réalisées avec succès par des chirurgiens orthopédistes chinois et russes. En octobre 1992, Médecins sans frontières - Belgique a démarré un programme de kinésithérapie visant à alléger les symptômes cliniques des patients atteints d’affections articulaires et des douleurs par la MKB dans le comté de Nyemo, préfecture de Lhassa. Le traitement de kinésithérapie est bénéfique pour soulager la douleur et améliorer la mobilité articulaire des patients. Plus tard (de 1994 à 1996) le programme a été étendu à d’autres comtés et préfectures du Tibet.

## Prévention de la maladie de Kashin-Beck
La prévention de la maladie de Kashin-Beck a une longue histoire. Les stratégies d'intervention ont été la plupart du temps basées sur l'une des 3 théories étiologiques principales.
Des études rapportent que la supplémentation en sélénium, avec ou sans thérapie anti-oxydante additionnelle (vitamine E et vitamine C), est efficace, mais d'autres études ont montré qu'aucune diminution significative n’apparaît par rapport à un groupe contrôle. Les inconvénients principaux de la supplémentation en sélénium sont les difficultés logistiques (prise quotidienne ou hebdomadaire, l’approvisionnement), une toxicité potentielle (en cas de stratégies de supplémentation mal contrôlées), la carence associée en iode (qui devrait être corrigée avant d’entamer la supplémentation en sélénium afin d'empêcher davantage de détérioration au niveau de la thyroïde) et une mauvaise observance. Ceci était sans doute le cas au Tibet, où une supplémentation en sélénium a été mise en application de 1987 à 1994 dans des régions fortement endémiques.
Concernant la théorie des mycotoxines, un traitement des grains avant stockage a été testé dans la région autonome du Guangxi, mais aucun résultat n’a été publié dans la littérature internationale. Il a également été rapporté que dans la province de Heilongjiang et en Corée du Nord, modifier l’origine des grains pourrait être efficace.
En ce qui concerne le rôle de l'eau potable, une étude a démontré que remplacer l’eau de source par de l'eau de puits profond diminue le taux d’altérations métaphysaires détectables à la radiologie. 
En général, l'effet des mesures préventives demeure controversé à cause notamment de problèmes méthodologiques (aucun essai randomisé n'a été réalisé), du manque de documentation, ou, comme discuté ci-dessus, en raison de résultats contradictoires.